# Proton (software)
Proton é uma camada de compatibilidade para que jogos de Microsoft Windows rodem em sistemas operacionais baseados em Linux. Proton é desenvolvido pela Valve em cooperação com desenvolvedores da CodeWeavers sob contrato. É baseado em uma bifurcação do Wine e inclui vários patches e bibliotecas para melhorar o desempenho e a compatibilidade com os jogos do Windows. O Proton é projetado para integração com o cliente Steam como "Steam Play".

## Visão geral
Proton foi lançado inicialmente em 21 de agosto de 2018. Após o lançamento, a Valve anunciou uma lista de 27 jogos que foram testados e certificados para funcionar como suas contrapartes nativas do Windows, sem exigir ajustes pelo usuário final. Isso inclui Doom (2016), Quake e Final Fantasy VI.
Proton incorpora várias bibliotecas que melhoram o desempenho 3D. Isso inclui camadas de tradução de Direct3D para Vulkan, como DXVK para Direct3D 9, 10 e 11 e VKD3D-Proton para Direct3D 12. Uma biblioteca separada conhecida como D9VK lidou com o suporte Direct3D 9 até que ele foi incorporado ao DXVK em dezembro de 2019.

## Compatibilidade
Sendo um fork do Wine, o Proton mantém uma compatibilidade muito semelhante com os aplicativos do Windows como sua contraparte upstream. Além da lista oficial, muitos outros jogos do Windows são supostamente compatíveis, embora não oficialmente, com o Proton. O usuário pode, opcionalmente, forçar o uso do Proton para um título específico, mesmo que já exista uma versão do Linux.

### ProtonDB
ProtonDB é um site de comunidade não oficial que coleta e exibe dados de crowdsourcing que descrevem a compatibilidade de um determinado título com o Proton, em uma escala de classificação de "Borked" a "Platinum". O site é inspirado no WineHQ AppDB, que também coleta e exibe relatórios de compatibilidade de crowdsourcing e usa um sistema de classificação semelhante.

## Histórico de lançamento
A Valve lançou sete versões principais do Proton. O esquema de controle de versão se refere à versão do Wine em que ele se baseia, com um número de revisão anexado.
Proton geralmente fica atrás de sua base Wine upstream em vários lançamentos. Forks não oficiais, como Proton GE, foram criados para re-basear o Proton em versões recentes do Wine, o que pode melhorar a compatibilidade com jogos em relação ao lançamento oficial e, às vezes, prejudicá-la.
Em dezembro de 2020, a Valve lançou o Proton Experimental, uma ramificação beta perpétua do Proton que incorpora novos recursos e correções de problemas mais rápidos do que os lançamentos regulares, que são eventualmente incluídos em um lançamento regular.
O Steam Deck usa Proton.